# Gwinea Równikowa na Letnich Igrzyskach Olimpijskich 1996
Gwineę Równikową na Letnich Igrzyskach Olimpijskich 1996 reprezentowało 5 zawodników, 4 mężczyzn i 1 kobieta.

## Skład kadry

### Lekkoatletyka

#### Mężczyźni
| Zawodnik                                                        | Konkurencja      | Eliminacje  | Eliminacje  | Ćwierćfinały | Ćwierćfinały | Półfinały | Półfinały | Finał | Finał   | Źródło |
| Zawodnik                                                        | Konkurencja      | Czas        | Pozycja     | Czas         | Pozycja      | Czas      | Pozycja   | Czas  | Pozycja | Źródło |
| --------------------------------------------------------------- | ---------------- | ----------- | ----------- | ------------ | ------------ | --------- | --------- | ----- | ------- | ------ |
| Bonifacio Edu                                                   | Bieg na 100 m    | 11.87       | 9.          | NQ           | NQ           | NQ        | NQ        | NQ    | NQ      | [ 1 ]  |
| Gustavo Envela                                                  | Bieg na 200 m    | 22.09       | 8.          | NQ           | NQ           | NQ        | NQ        | NQ    | NQ      | [ 2 ]  |
| Casimiro Asumu Nze                                              | Bieg na 400 m    | 50.14       | 7.          | NQ           | NQ           | NQ        | NQ        | NQ    | NQ      | [ 3 ]  |
| Bonifacio Edu Gustavo Envela Casimiro Asumu Nze Ponciano Mbomio | Sztafeta 4x100 m | Nie dotyczy | Nie dotyczy | 45.63        | 5.           | NQ        | NQ        | NQ    | NQ      | [ 4 ]  |

#### Kobiety
| Zawodnik       | Konkurencja   | Eliminacje | Eliminacje | Ćwierćfinały | Ćwierćfinały | Półfinały | Półfinały | Finał | Finał   | Źródło |
| Zawodnik       | Konkurencja   | Czas       | Pozycja    | Czas         | Pozycja      | Czas      | Pozycja   | Czas  | Pozycja | Źródło |
| -------------- | ------------- | ---------- | ---------- | ------------ | ------------ | --------- | --------- | ----- | ------- | ------ |
| Juliana Obiong | Bieg na 100 m | 13.88      | 9.         | NQ           | NQ           | NQ        | NQ        | NQ    | NQ      | [ 5 ]  |